# Gladstone, Missouri
Gladstone là một thành phố thuộc quận quận Clay trong tiểu bang Missouri, Hoa Kỳ. Thành phố có diện tích km2, dân số theo điều tra năm 2000 của Cục điều tra dân số Hoa Kỳ là 26.365 người. Gladstone được lập năm 1952 và là một ngoại vi của Kansas City, Missouri. Giống như North Kansas City gần đó, thành phố Gladstone hiện bị Thành phố Kansas bao quanh hoàn toàn.